# باشگاه فوتبال پارتیزان
باشگاه فوتبال پارتیزان (به صربی: Фудбалски клуб Партизан) یکی از باشگاه‌های فوتبال صربستان است. این باشگاه در تاریخ ۴ اکتبر ۱۹۴۵ بنیان‌گذاری شده‌است.

## نگارخانه

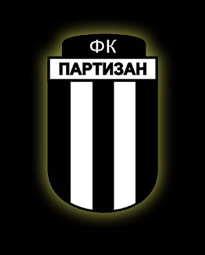